# Эдельман, Павел
Павел Эдельман (пол. Pawel Edelman; род. 26 июня 1958, Лодзь) — польский кинооператор.

## Биография
Закончил отделение культурологии Лодзинского университета, операторское отделение Высшей школы кино, телевидения и театра в Лодзи. Дебютировал в 1988. Работал с крупными польскими кинорежиссёрами, снимал во Франции и США. Наибольшее признание ему принесла работа в фильме Романа Полански Пианист (2002).

## Избранная фильмография
- Кролль (1991, Владислав Пасиковский)
- Псы (1992, Владислав Пасиковский)
- Псы-2. Последняя кровь (1994, Владислав Пасиковский)
- Настасья (1994, Анджей Вайда)
- Рассвет наизнанку (1995, Софи Марсо)
- Горько-сладкий (1996, Владислав Пасиковский)
- Любовные истории (1997, Ежи Штур)
- Пан Тадеуш (1999, Анджей Вайда, Польская кинопремия)
- Большой зверь (2000, Ежи Штур)
- Пианист (2002, Роман Полански, номинация на премии Оскар, BAFTA, премия Сезар, Европейская кинопремия и др. награды за операторскую работу)
- Месть (2002, Анджей Вайда)
- Рэй (2004, Тейлор Хэкфорд, номинация на премию ASC)
- Оливер Твист (2005, Роман Полански)
- Вся королевская рать (2006, Стивен Зэйллян)
- Мгновения жизни (2007, Вадим Перельман)
- Катынь (2007, Анджей Вайда, Польская кинопремия)
- Аир (2009, Анджей Вайда)
- Призрак (2010, Роман Полански)
- Резня (2011, Роман Полански)
- Валенса. Человек надежды (2012, Анджей Вайда)
- Колоски (2012, Владислав Пасиковский)
- Венера в мехах (2013, Роман Полански)
- Валенса (2013, Анджей Вайда)
- Гражданин (2014, реж. Ежи Штур)
- Камни на шанец (2014, реж. Роберт Глиньский)
- Основано на реальных событиях (2017, Роман Полански)
- Офицер и шпион (2019, Роман Полански)
- Песня имён (Вадим Перельман, в производстве)

## Признание
Номинант и лауреат многих национальных и международных наград. На фестивале голливудского кино в 2005 назван кинооператором года.